# Nyassachromis boadzulu
Nyassachromis boadzulu é uma espécie de peixe da família Cichlidae.
É endémica de Malawi.
Os seus habitats naturais são: lagos de água doce intermitentes.